# Flakbatterie Siebetshaus
Die schwere Flakbatterie Siebetshaus war im Zweiten Weltkrieg eine verbunkerte Stellung der Marine-Flak im bei Jever.

## Lage und Aufbau
Die schwere Flakbatterie Siebetshaus befand sich im 1915 erbauten Fort Siebetshaus, das zwischen Heidmühle und Jever lag. Die Anlage bestand aus vier verbunkerten Stellungen für die Flakgeschütze, die um einen zentral liegenden Leitstand angeordnet waren. Im Süden des Forts befand sich ein Gebäude mit Gemeinschaftsraum, Küche und Schreibstube. Außerhalb des Forts auf der Ostseite lag eine Unterkunftsbaracke.

## Organisatorische Eingliederung

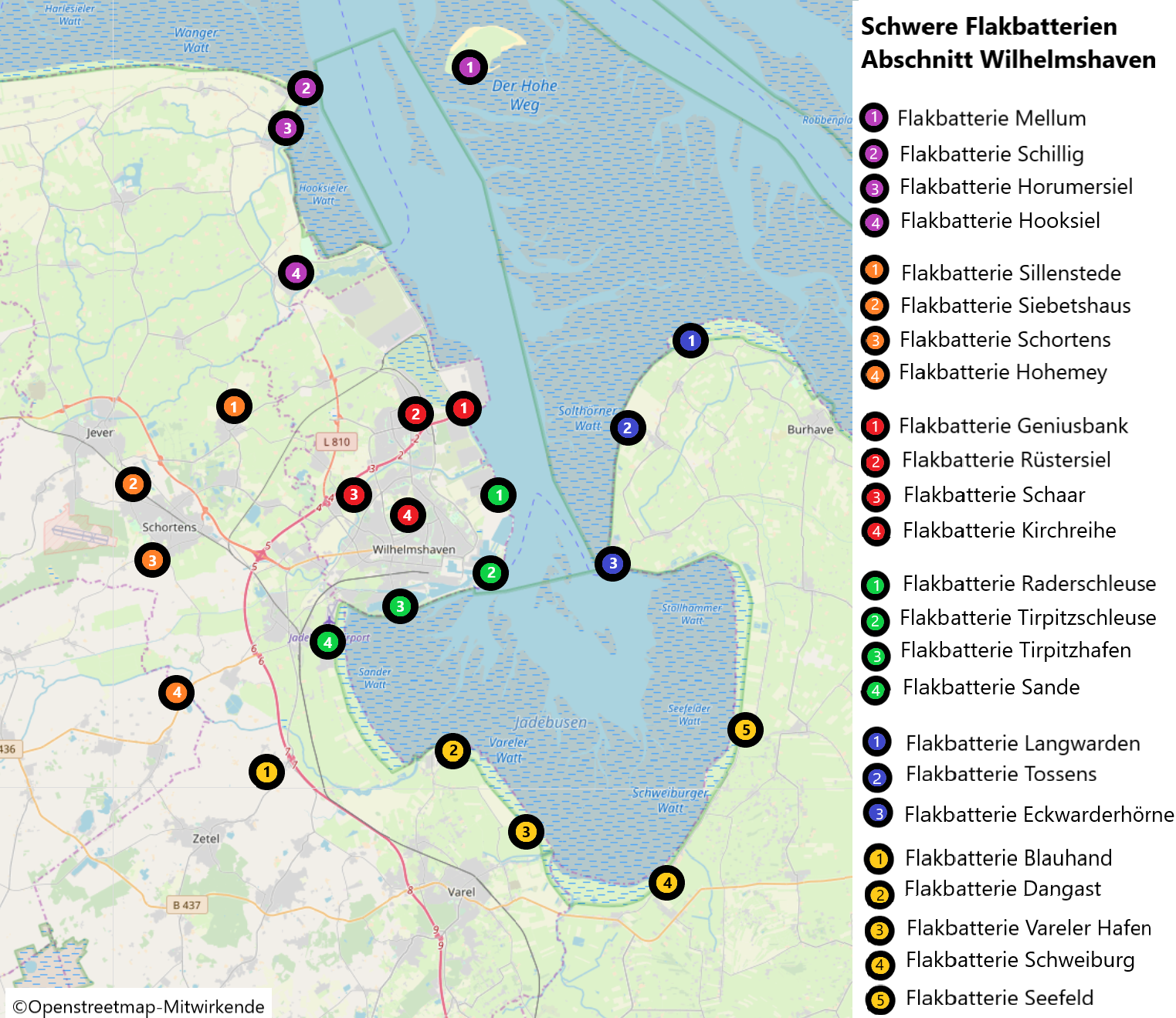
Position der Flakbatterien im Abschnitt Wilhelmshaven

Für die Küstenverteidigung war der Küstenbefehlshaber Deutsche Bucht verantwortlich. Die Batterie gehörte als Teil der II. Marineflakbrigade zum Abschnitt Wilhelmshaven. Die Flakbatterie gehörte zur Marineflakabteilung 252, deren Flakuntergruppenkommando West in Heidmühle lag.

## Geschichte

### 8,8-cm – Im Fort Siebetshaus
Die schwere Flakbatterie Siebetshaus meldete am 20. September 1939 mit vier 8,8-cm-Flakgeschützen aus dem Ostseeraum Einsatzbereitschaft. Zunächst wurden die Geschütze in behelfsmäßigen Stellungen positioniert. Im Jahr darauf sollte die Batterie zu einer Bunkerbatterie ausgebaut werden. Dazu sollten Geschützbettungen aus Beton sowie ein neuer Leitstand und ein Maschinenbunker angelegt werden. Die wichtigsten Arbeiten waren Ende 1940 abgeschlossen. Darauffolgend wurden die Unterkünfte und der Gemeinschaftsraum in den Anlagen des alten Forts ausgebaut, denn diese entsprachen nicht mehr den Standards der Zeit. Da unter den Soldaten fast alle Handwerksberufe vertreten waren, konnten die Arbeiten selbst durchgeführt werden. Die Batterie verfügte über einen großen Gemüsegarten der erhebliche Erträge einbrachte.

### 10,5-cm – Ausbau und Stilllegung
Die Batterie wurde im Februar 1943 auf 10,5-cm-Geschütze umgerüstet, die am 27. Februar als gefechtsbereit gemeldet wurden. Im Januar 1944 wurde die Batterie zugunsten der nicht armierten Batterie Raederschleuse stillgelegt. Ein weiterer Grund war, dass die Batterien in Schortens und Sillenstede bereits mit 12,8-cm-Geschützen ausgestattet waren und aufgrund der damit einhergehenden größeren Reichweite die Luftverteidigung bei Siebetshaus mit übernehmen konnten. Am 29. Januar 1944 verließ die Mannschaft der Batterie ihre Stellung und übernahm die neue 12,8-cm-Batterie in Hohemey.

### Nutzung bis Kriegsende
Nach dem Auszug der ursprünglichen Mannschaft zog eine Bedienungsmannschaft der Marineflakabteilung 232 mit einem 3,7 cm Flakgeschütz im Fort Stellung. Dieser Stand wurde am 15. Oktober 1944 durch einen Bombentreffer vernichtet.

### Nachkriegszeit
Die Anlage wurde nach dem Krieg gesprengt. Es sind noch einige Betonreste erhalten. Auf dem Gelände, das sich am Ende des Lerchenweges in Moorwarfen befindet, liegen heute Wohnhäuser.